# 서명숙
서명숙(徐明淑, 1957년 10월 23일 ~ )은 대한민국의 언론인이다.

## 생애
제주도 서귀포시에서 태어나고 자랐고, 고려대학교 교육학과를 졸업하였다. 월간지 <마당> 및 <한국인> 등에서 기자로 일하다가 1989년 시사저널 창간 멤버로 입사하여 정치부 기자, 정치팀장, 취재1부장, 편집장 등을 역임했다. 대한민국 내 여성 정치부 기자 1세대이자 시사주간지사상 첫 여성 편집장이었다. 오마이뉴스 편집국장을 끝으로 23년에 걸친 언론인 생활을 마치고 고향 제주도로 돌아가 2007년 9월에 제주올레를 발족한 후 올레길을 만들었다. 2007년부터 제주올레 이사장직을 맡아 활동하였다.

## 학력
- 서귀포초등학교
- 서귀포여자중학교
- 신성여자고등학교
- 고려대학교 교육학과

## 경력
- 1983년 ~ 1989년: 월간 <마당>, <한국인> 기자
- 1989년 ~ 2001년: 시사저널 정치부 기자, 취재1부장
- 2001년 ~ 2003년: 시사저널 편집장
- 2005년 ~ 2006년: 오마이뉴스 편집국장
- 2007년 ~ : 시사IN 편집위원
- 2007년 ~ : 제주올레 이사장
- 2012년: 제주세관 홍보대사

## 상훈
- 2011년: 제13회 교보생명환경대상 - 생태대안부문 대상
- 제23회 일가상

## 저서
- 《흡연 여성 잔혹사》. 웅진닷컴. 2004년. ISBN 8901045842
- 《놀멍 쉬멍 걸으멍 제주 걷기 여행》. 북하우스. 2008년. ISBN 9788956052922
- 《꼬닥꼬닥 걸어가는 이 길처럼》. 북하우스. 2010년. ISBN 9788956054780
- 《식탐》. 시사IN북. 2012년. ISBN 9788994973104